# Potentilla neglecta
Espèce
Potentilla neglecta, la Potentille négligée, est une espèce  de plantes à fleurs de la famille des Rosaceae.

## Systématique
Le nom correct complet (avec auteur) de ce taxon est Potentilla neglecta Baumg..
Ce taxon porte en français le nom vernaculaire ou nom normalisé de Potentille négligée,.
Potentilla neglecta a pour synonymes :

- Potentilla absinthiifolia Tratt.
- Potentilla acutifida (Markl.) A.Pedersen
- Potentilla albipellis Borb
- Potentilla albipellis Borbás ex Zimmeter
- Potentilla albovillosa Schur
- Potentilla argentea f. dissecta (Wallr.) Sagorski & Gus.Schneider
- Potentilla argentea f. incanescens (Opiz) Bolzon
- Potentilla argentea subsp. dissecta (Wallr.) Oberd.
- Potentilla argentea subsp. dissecta (Wallr.) Schübl. & G.Martens
- Potentilla argentea subsp. magyarica (Borbás ex Zimmeter) Jáv.
- Potentilla argentea subsp. magyarica (Borbás ex Zimmeter) Jáv. ex Soó
- Potentilla argentea subsp. ujhelii Pénzes
- Potentilla argentea var. acutifida (Markl.) Karlsson
- Potentilla argentea var. cinerea Lehm.
- Potentilla argentea var. decora (Markl.) Karlsson
- Potentilla argentea var. dissecta Wallr.
- Potentilla argentea var. incanescens (Opiz) Borbás
- Potentilla argentea var. incanescens (Opiz) Focke
- Potentilla argentea var. neglecta (Baumg.) Nyman
- Potentilla argentea var. pseudocalabra Th.Wolf
- Potentilla argentea var. tenerrima (Velen.) Th.Wolf
- Potentilla argentea var. tephrodes Rchb.
- Potentilla cinerea Willd.
- Potentilla cinerea Willd. ex D.F.K.Schltdl.
- Potentilla decora Markl.
- Potentilla dissecta var. angustisecta
- Potentilla dissecta (Wallr.) Zimmeter
- Potentilla impolita subsp. acutifida Markl.
- Potentilla impolita subsp. decora (Markl.) A.Pedersen
- Potentilla impolita subsp. dissecta (Wallr.) So
- Potentilla impolita subsp. dissecta (Wallr.) Soó
- Potentilla impolita subsp. magyarica (Borbás ex Zimmeter) Soó
- Potentilla impolita subsp. pseudocalabra (Th.Wolf) Borhidi & Isépy
- Potentilla impolita subsp. tenerrima (Velev.) Borhidi & Isépy
- Potentilla incanescens f. typica F.Saut.
- Potentilla incanescens Opiz
- Potentilla leucochroa Borb
- Potentilla leucochroa Borbás ex Blocki
- Potentilla magyarica Borbás ex Zimmeter
- Potentilla neglecta var. acutifida (Markl.) Kurtto
- Potentilla neglecta var. angustisecta (Wolf)
- Potentilla neglecta var. decora (Markl.) Kurtto
- Potentilla neglecta var. dissecta (Wallr.) Markova
- Potentilla neglecta var. pseudocalabra (Th.Wolf) Markova
- Potentilla pseudocalabra (Th.Wolf) So
- Potentilla pseudocalabra (Th.Wolf) Soó
- Potentilla tenerrima (Velen.) So
- Potentilla tenerrima (Velen.) Soó
- Potentilla tenerrima (Velen.) Velen.
- Potentilla tephrodes (Rchb.) Zimmeter
- Potentilla varia var. laciniata K.F.Schimp. & Spenn.
- Potentilla wallrothii So
- Potentilla wallrothii Soó
- Potentilla ×collina var. tenerrima Velen.